# Jim McCarty (Gitarrist)

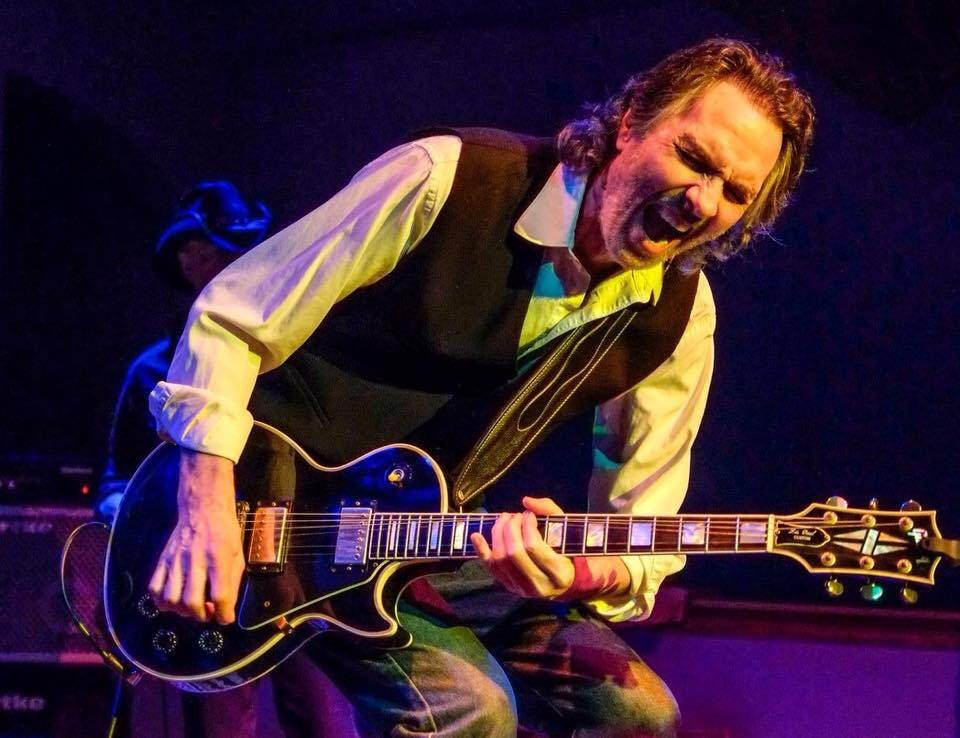
Jim McCarty

Jim McCarty (* 1947) ist ein US-amerikanischer Blues-Rock-Gitarrist.
McCarty ist seit den 1960er Jahren fester Bestandteil der Rockszene in Detroit und gilt als einer der klassischen Heavy Rock-Gitarristen, die bis zum heutigen Tage die Szene beeinflussen.
Er spielte mit Mitch Ryder & The Detroit Wheels und Buddy Miles und wurde Anfang der 1970er Jahre besonders mit Cactus bekannt. Weitere Bands waren später die Detroit Rockband The Rockets, die Detroit Blues Band, und die Band Mystery Train.
Sein Song 69 Freedom Special erhielt in der Coverversion von Les Paul 2006 einen Grammy.

## Aufnahmen
Buddy Miles Express:
- Expressway to Your Skull (1968)
- Electric Church (1969)

Cactus:
- Cactus (1970) [Wounded Bird Records]
- One Way... Or Another (1971) [Wounded Bird Records]
- Restrictions (1972) [Wounded Bird Records]
- Cactus V (2006) [Escapi]

The Rockets:
- Love Transfusion (1977) RCA Records
- Rockets (Turn Up the Radio) (1979) RSO Records
- No Ballads (1980) RSO Records
- Back Talk (1981) Elektra Records
- Rocket Roll (1982) Elektra Records
- Live Rockets (1983) Capitol Records

Detroit Blues Band:
- Real Life (1990) [Blues Factory]
- Can’t Get You Off My Mind (1995) [No Cover Productions]

Mystery Train:
- Love Lost (2001)
- Lexus – Live at the Detroit International Auto Show (2002)

| Personendaten    | Personendaten                          |
| ---------------- | -------------------------------------- |
| NAME             | McCarty, Jim                           |
| KURZBESCHREIBUNG | US-amerikanischer Blues-Rock-Gitarrist |
| GEBURTSDATUM     | 1947                                   |